# Brian Kerr
Brian Kerr (ur. 5 marca 1953 w Drimnagh niedaleko Dublina) – irlandzki trener piłkarski. Przez jedenaście lat był szkoleniowcem drużyny z ekstraklasy irlandzkiej St. Patrick’s Athletic F.C., którą dwukrotnie doprowadził do mistrzostwa kraju. Później z młodzieżową drużyną narodową Irlandii zdobył brązowy medal mistrzostw świata, a z kadrą juniorską – mistrzostwo Europy. Sukcesów z pracy z młodzieżą nie powtórzył z dorosłą reprezentacją, której selekcjonerem był w latach 2003–2005. Po przegranych eliminacjach do mistrzostw świata 2006 podał się do dymisji. Obecnie selekcjoner piłkarskiej reprezentacji Wysp Owczych.

## Kariera piłkarska
Brak profesjonalnej kariery piłkarskiej.

## Kariera trenerska
Jego ojciec – Frank, był mistrzem Irlandii w boksie w wadzie lekkiej, a później trenerem pięściarstwa. Brian, który w młodości nie interesował się piłką nożną, początkowo chciał pójść w ślady ojca, ale po kilku porażkach zrezygnował.
Pracował jako technik w laboratorium botanicznym Uniwersytetu Dublińskiego, a przez okno obserwował treningi zespołu swojej uczelni. Wówczas też postanowił zostać trenerem piłkarskim.
Rozpoczynał jako szkoleniowiec młodzieży w Crumlin United i Bluebell United. W 1983 roku został asystentem Liama Touhy'ego w juniorskich i młodzieżowych reprezentacjach Irlandii.
Następnie przez jedenaście lat był szkoleniowcem St. Patrick’s Athletic F.C. Krok po kroku z walczącej o utrzymanie, drużyna awansowała do grona faworytów irlandzkiej ekstraklasy. Dwukrotnie – w 1990 i 1996 roku – podopieczni Kerra wywalczyli mistrzostwo kraju.
W 1997 roku Kerr został selekcjonerem juniorskich i młodzieżowych reprezentacji Irlandii. W ciągu sześciu lat jego pracy młodzi Irlandczycy stali się czołową drużyną Europy, a Kerr zyskał miano jednego z najwybitniejszych trenerów młodzieży. Jego wychowankami są m.in. Robbie Keane, Damien Duff, Stephen Carr, czy John O’Shea.
W 2003 roku zastąpił Micka McCarthy’ego na stanowisku trenera dorosłej kadry. Jego kadencja zakończyła się w październiku 2005 roku po tym, jak Irlandczycy zajęli czwarte miejsce w grupie eliminacyjnej do Mundialu 2006. Według wielu obserwatorów jedynym sukcesem Kerra było namówienie Roya Keane’a do powrotu do reprezentacji.
W roku 2009 rozpoczął pracę na stanowisku trenera reprezentacji Wysp Owczych. Fakt ten skomentował następującymi słowy: „Wiem jak trudno Wyspom Owczym jest wygrać mecz na międzynarodowej arenie, ale lubię wyzwania w sytuacji gdy stoję na przegranej pozycji”.
- 1983-86 –  reprezentacje juniorskie i młodzieżowe Irlandii, asystent Liama Tuohy'ego
- 1986-97 –  St. Patrick’s Athletic F.C.
- 1997-03 –  reprezentacje juniorskie i młodzieżowe Irlandii
- 2003-05 –  reprezentacja Irlandii
- od 2009 –  reprezentacja Wysp Owczych

## Sukcesy trenerskie
- mistrzostwo Irlandii 1990 i 1996 z St. Patrick’s Athletic
- III miejsce na mistrzostwach świata U-20 1997, mistrzostwo Europy U-16 1998 oraz ćwierćfinał mistrzostw świata U-20 1999 z juniorskimi i młodzieżowymi reprezentacjami Irlandii